# Tomoji Eguchi
Tomoji Eguchi (江口 倫司, Eguchi Tomoji) est un footballeur japonais né le 22 avril 1977.